# Ariel Levy (acteur)
Pour les articles homonymes, voir Ariel Levy (homonymie) et Levy.
Ariel Levy, né à Santiago du Chili (Chili) le 28 septembre 1984, est un acteur chilien.

## Filmographie partielle

### Au cinéma
- 2004 : Promedio rojo
- 2005 : Se arrienda
- 2007 : Súper niño bully
- 2009 : La vaca atada
- 2010 : Mitos y leyendas, la nueva alianza
- 2010 : Qué pena tu vida
- 2011 : Qué pena tu boda
- 2012 : Aftershock de Nicolás López
- 2013 : Qué pena tu familia
- 2013 : Promedio rojo, el regreso (Mis Peores Amigos: Promedio Rojo, El Regreso) : Roberto Rodríguez
- 2013 : The Green Inferno de Eli Roth : Alejandro
- 2014 : Une soirée étrange en avril (Loco cielo de Abril) : Bruno
- 2014 : Fuerzas Especiales : Comisario Carboni
- 2014 : Santiago Violenta : Novio
- 2014 : Blood Sugar Baby : Billy
- 2015 : Exorcistas : Ariel
- 2015 : Fuerzas Especiales 2: Cabos Sueltos : Comisario Carboni
- 2016 : Sin Filtro : Bastián
- 2016 : Pinochet Boys : Luis

### À la télévision
- 2005 : EsCool (telenovela)
- 2005 : Mitú (telenovela)
- 2006 : Porky te amo (telenovela)
- 2007 : Vivir con 10 (telenovela)
- 2008 : Mala conducta (telenovela)
- 2009 : Sin anestesia (telenovela)
- 2011 : Infiltradas (telenovela)
- 2011 : 12 días (mini-série télévisée)
- 2012 : Soltera otra vez (série télévisée)
- 2012-2013 : Mujeres primero (Saison 2, épisode du 24 décembre 2012 - Saison 3, épisode du 19 août 2013)
- 2012-2013 : La Sexóloga (telenovela)